# Diodogorgia
Diodogorgia es un género de gorgonias marinas perteneciente a la familia Spongiodermidae, del suborden Scleraxonia.

## Especies
El Registro Mundial de Especies Marinas acepta actualmente las siguientes especies en el género:
- Diodogorgia capensis (Thomson, 1911)
- Diodogorgia nodulifera (Hargitt & Rogers, 1901)
- Diodogorgia sibogae Stiasny, 1941

Especies reclasificadas por sinonimia:
- Diodogorgia ceratosa Kükenthal, 1919 aceptada como Diodogorgia nodulifera (Hargitt & Rogers, 1901)
- Diodogorgia cervicornis Kükenthal, 1919 aceptada como Diodogorgia nodulifera (Hargitt & Rogers, 1901)
- Diodogorgia crustata (Hargitt, 1901) aceptada como Diodogorgia nodulifera (Hargitt & Rogers, 1901)
- Diodogorgia laauense Bayer, 1956 aceptada como Corallium laauense Bayer, 1956

## Morfología
Su estructura puede ser ramificada, en forma de abanico y dicotómica, o sin ramificar. El esqueleto está conformado por  escleritas calcáreas fusionadas, y nudos flexibles compuestos también de gorgonina, para proporcionarles esa cualidad. 
La estructura esquelética está recubierta por una masa carnosa (cenénquima), o tejido común generado por ellos, de donde salen los pólipos de 8 tentáculos, que son totalmente retráctiles, y que sobresalen de la superficie del cenénquima. Los pólipos están conectados por una red de canales que conforman dos anillos dentro del cenénquima, uno entre el cortex interno y el externo, y el otro entre el cortex interior y la médula. Tanto el cenénquima, como el tejido de los pólipos, tienen escleritas calcáreas.
El color del cenénquima que recubre el esqueleto puede ser amarillo, naranja o rojo.

## Alimentación
Al carecer de algas simbióticas zooxantelas, se alimentan de las presas de microplancton que capturan con sus minúsculos tentáculos, así como de materia orgánica disuelta que obtienen del agua.

## Reproducción
En la reproducción sexual la fecundación es interna. Los cigotos se forman en el sistema digestivo y son expulsados por la boca del pólipo, permanecen a la deriva arrastrados por las corrientes varios días, más tarde se forma una larva plánula que, tras deambular por la columna de agua marina, se adhiere al sustrato o rocas, y finaliza su metamorfosis hasta convertirse en pólipo y nuevo coral.
También se reproducen asexualmente, fácilmente mediante fragmentación por la fragilidad de sus ramas, así como por gemación, para conformar las colonias.

## Hábitat y distribución
Suelen habitar en arrecifes, en aguas tropicales sombrías, en salientes, muros de cuevas, con su base enterrada en el sedimento, en suelos arenosos o grietas de rocas.
Su rango de profundidad está entre 18 y 366 m, y en un rango de temperaturas entre 8.53 y 27.20 °C.
Se distribuyen en el océano Atlántico oeste, desde Florida, Antillas, Golfo de México, Panamá, costa norte de Sudamérica
hasta Surinam, Indonesia y Sudáfrica.